# Caryota urens
Caryota urens là loài thực vật có hoa thuộc họ Arecaceae. Loài này được L. mô tả khoa học đầu tiên năm 1753.

## Hình ảnh

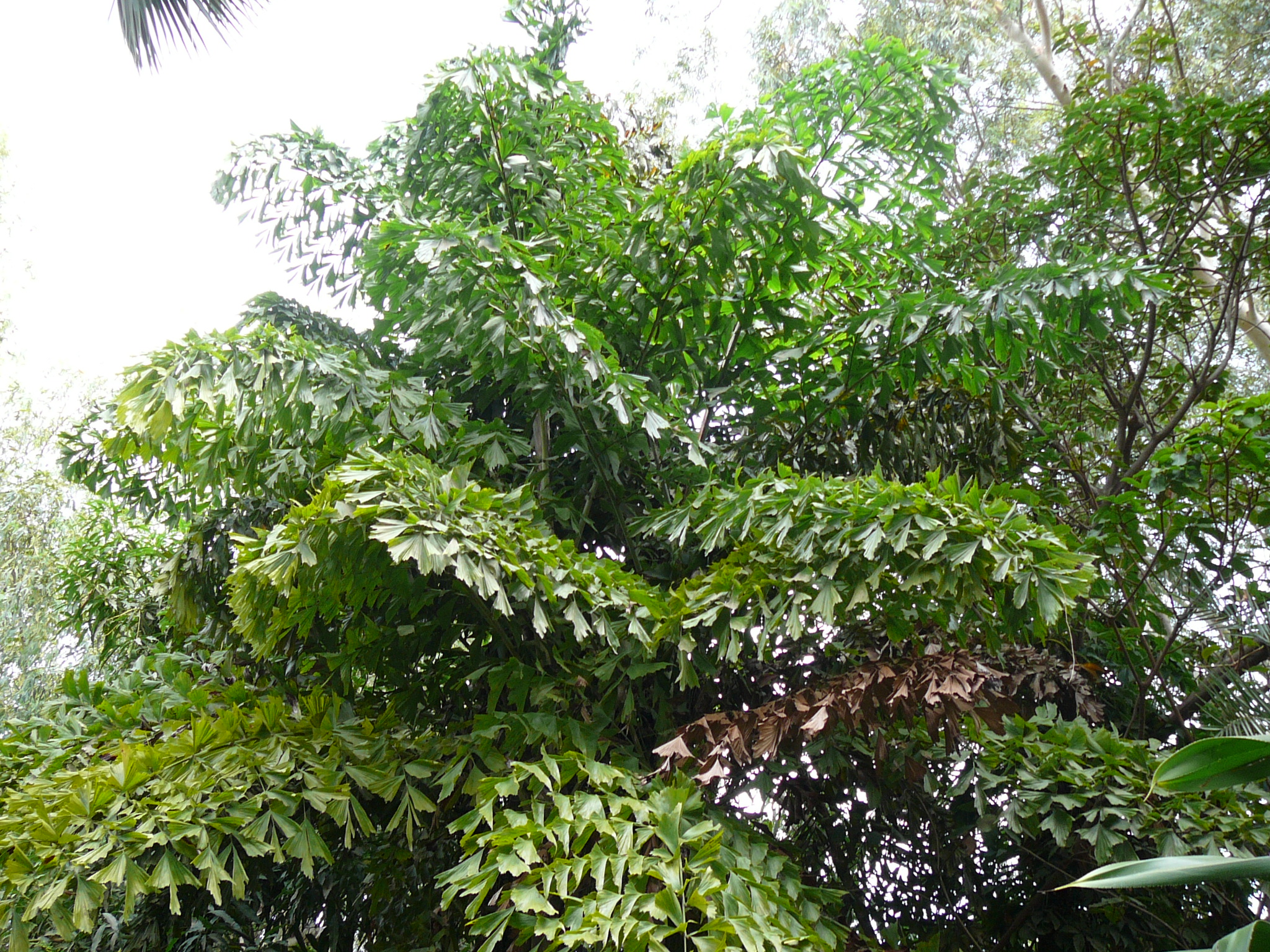
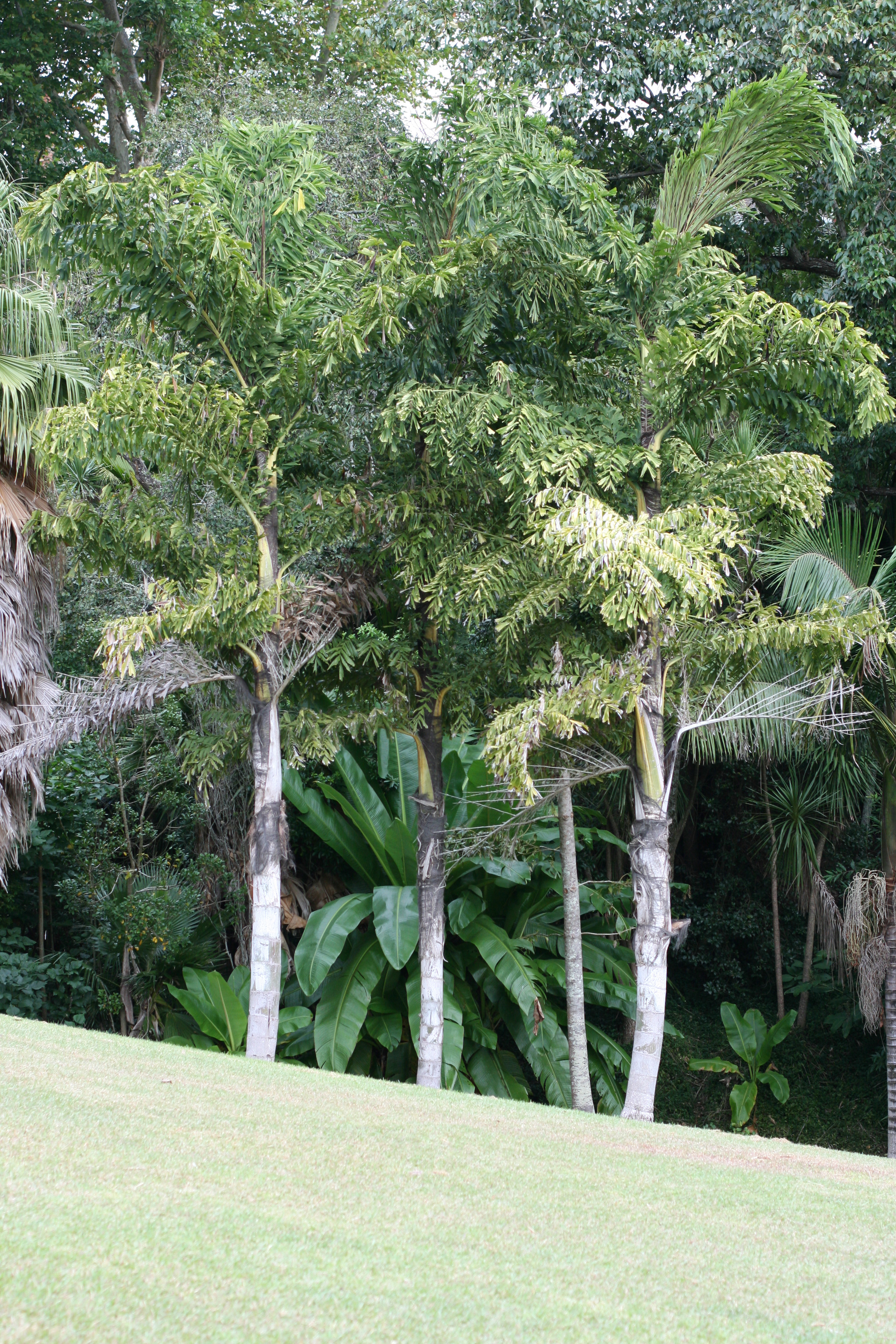
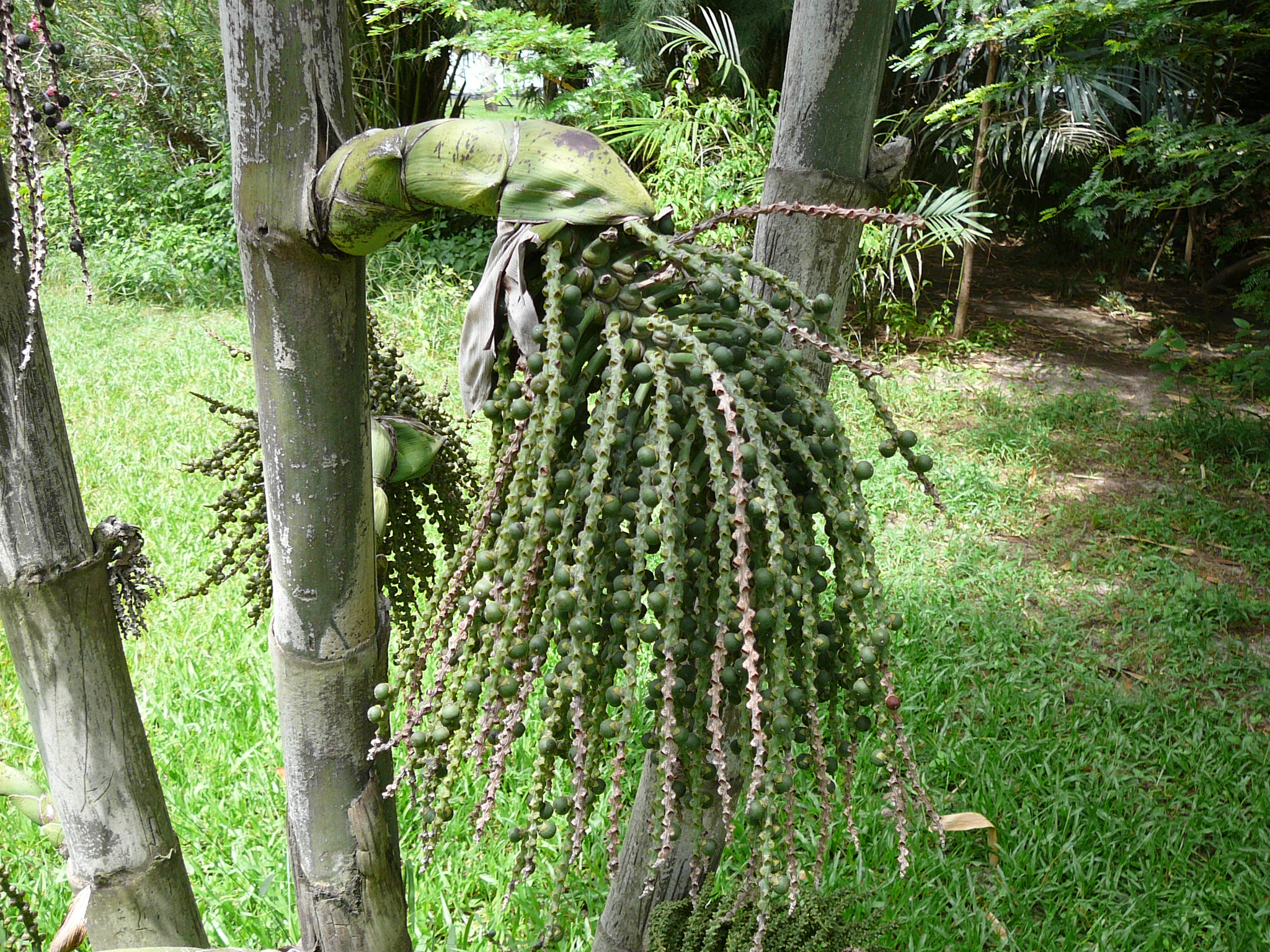
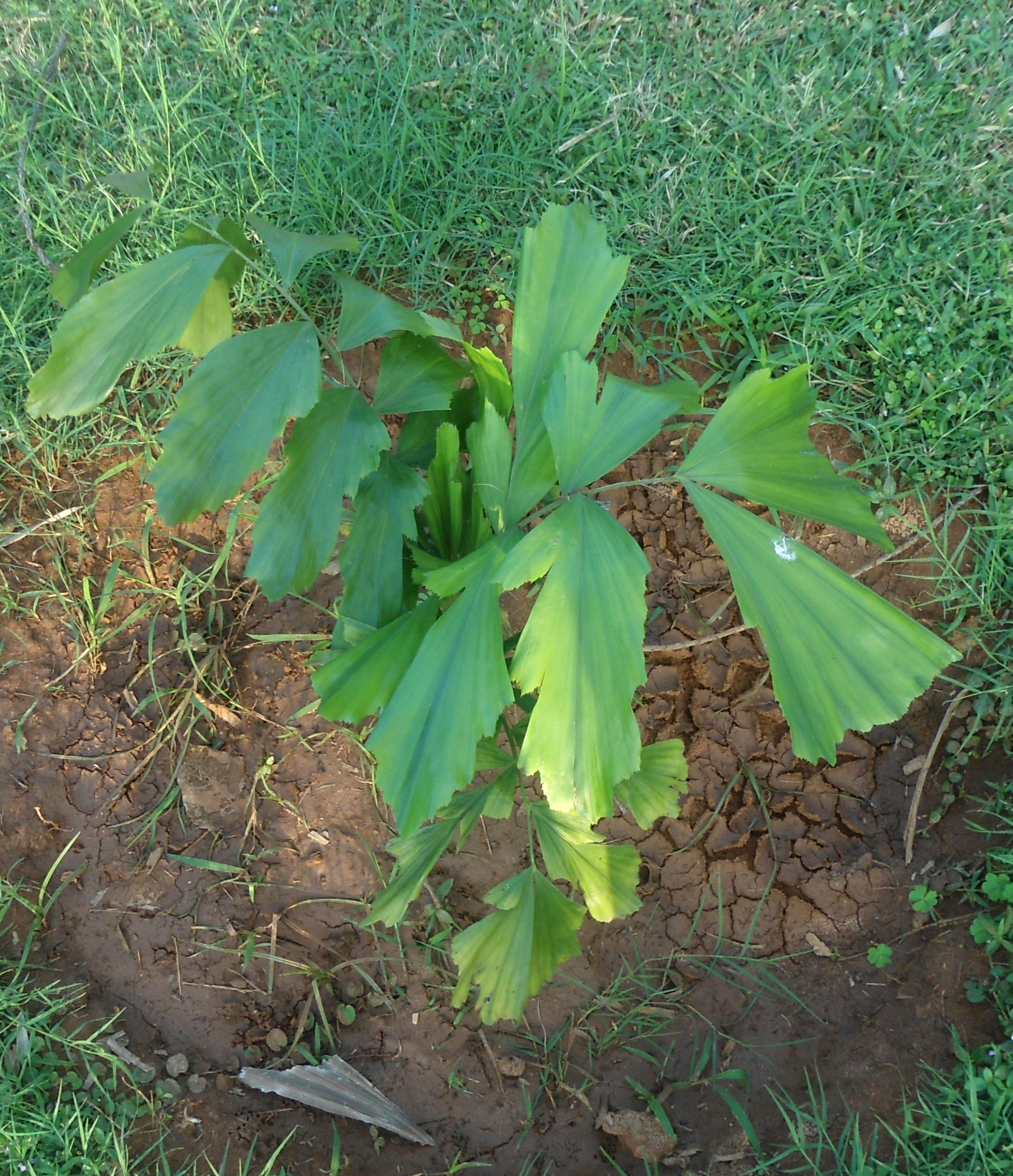